# Cruz al Mérito para Damas

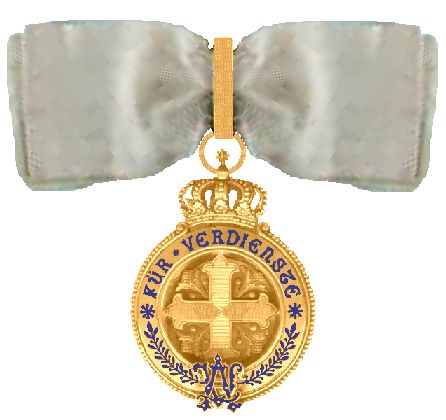
Cruz al Mérito para Damas, Primera Clase.

La Cruz al Mérito para Damas (Frauenverdienstkreuz) fue fundada el 22 de octubre de 1907 por el rey Guillermo II de Prusia como una Orden femenina en dos clases para reconocer a mujeres y niñas, que trabajaron en el campo de la caridad, en un campo religioso o social, para reconocer un destacado servicio abnegado. La condecoración fue situada justo por detrás de la Orden de Luisa. Para conseguir la primera clase, un miembro debía poseer la segunda clase durante diez años. En casos excepcionales, este requisito podía no aplicarse. La insignia podía devolverse a la muerte.

## Descripción
La insignia era de oro en la primera clase y de plata para el medallón de segunda clase. En el centro se halla una cruz flordeliseada con estilizadas flores entre los brazos de la cruz. El medallón está enmarcado por un collar de perlas y está coronado por una corona. En el margen del medallón se halla la inscripción esmaltada en azul FÜR VERDIENSTE (Al Mérito). En la mitad inferior del margen se hallan ramos de laurel flanqueados por las letras entrelazadas AV (Augusta Victoria). La insignia de la orden se llevaba con un lazo blanco en el pecho izquierdo.